# Estadio Benito Juárez
Estadio Benito Juárez – istniejący w latach 1987–2016 stadion piłkarski w meksykańskim mieście Oaxaca, stolicy stanu Oaxaca. Obiekt mógł pomieścić 12 500 widzów, a swoje mecze rozgrywały na nim drużyny Chapulineros de Oaxaca, Cruz Azul Oaxaca i Alebrijes de Oaxaca.
Obiekt wzniesiono w latach 1984–1987 i nazwano na cześć Benito Juáreza, wybitnego prezydenta Meksyku pochodzącego ze stanu Oaxaca. Inauguracja stadionu nastąpiła w grudniu 1987, podczas spotkania pomiędzy miejscowym klubem Chapulineros de Oaxaca i drużyną Pioneros de Cancún. Przez kolejne lata pełnił rolę domowego obiektu lokalnych drugoligowych i trzecioligowych klubów piłkarskich – Chapulineros de Oaxaca (1987–2003), Cruz Azul Oaxaca (2003–2006) oraz Alebrijes de Oaxaca (2013–2015), nigdy nie goszcząc meczu meksykańskiej Primera División. W 2013 roku, w celu sprostania najnowszym drugoligowym wymogom, miała miejsce gruntowna renowacja areny; wyremontowano wówczas loże, salę konferencyjną, obiekty sanitarne oraz szatnie dla zawodników, a także wymieniono nawierzchnię, utworzono strefę służącą do kontroli antydopingowej i poprawiono zaplecze medyczne.
Ostatni mecz na obiekcie miał miejsce 2 lutego 2016 pomiędzy Alebrijes i Chiapas (0:0) w fazie grupowej pucharu Meksyku (Copa MX). Kilka miesięcy później został zburzony, a na jego miejscu wzniesiono archiwum generalne stanu Oaxaca. Grający dotychczas na stadionie zespół Alebrijes przeniósł się na nowo wzniesioną, mogącą pomieścić ponad 15 000 widzów arenę Estadio Tecnológico de Oaxaca.
Stadion znajdował się na terenie jednej z dzielnic miasta Oaxaca o nazwie Santa María Ixcotel, wobec czego często określany był poprzez przydomek „Coloso de Ixcotel” („Kolos z Ixcotel”). Został wzniesiony w okolicy znanej jako El Chamizal i często oprócz spotkań piłkarskich odbywały się na nim inne lokalne wydarzenia sportowe oraz koncerty – w ostatnim z wymienionych przypadków pojemność obiektu mogła wzrosnąć nawet do 20 000 widzów.